# Sara udon
Sara udon (皿うどん, littéralement « nouilles de assiette ») est un plat originaire de la préfecture de Nagasaki au Japon.
Le plat est constitué d'une base de nouilles recouvertes de chou frit, de germes de haricot mungo et d'autres légumes, ainsi que de calmar, crevettes, porc, kamaboko, etc.
Deux principales variétés de nouilles sont utilisées : des nouilles peu épaisses et croquantes, frites dans l'huile (appelées pari pari, bari bari ou bari men), et rappelle le chow mein cantonais duquel il est inspiré. Une autre variation  utilise des nouilles chinoises plus épaisses (appelées nouilles champon).
Le type de nouille et leur épaisseur varient suivant les restaurants. Beaucoup de restaurants en dehors de la préfecture de Nagasaki servent uniquement la version avec des nouilles fines. Si plusieurs personnes mangent de ce plat, il est de coutume que tous se servent une portion en la récupérant dans un grand plat central.
Certains services de livraison à domicile (demae) se sont spécialisés dans les sara udon pour les fêtes ou les repas de bureau tardifs. C'est aussi un plat parfois servi dans les écoles, lycées et collèges de la préfecture de Nagasaki.

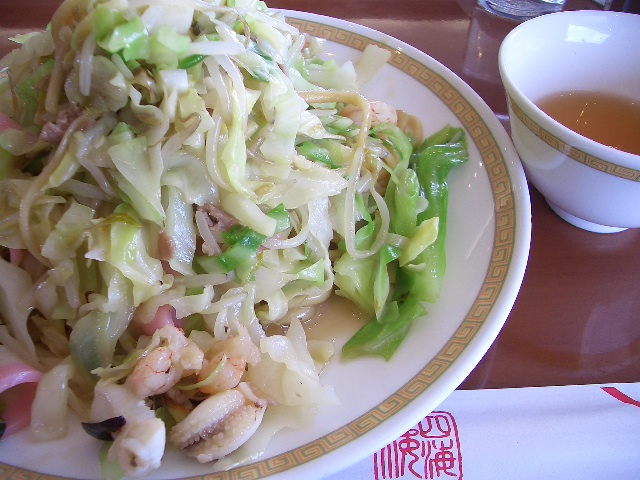
Sara udon à Nagasaki.
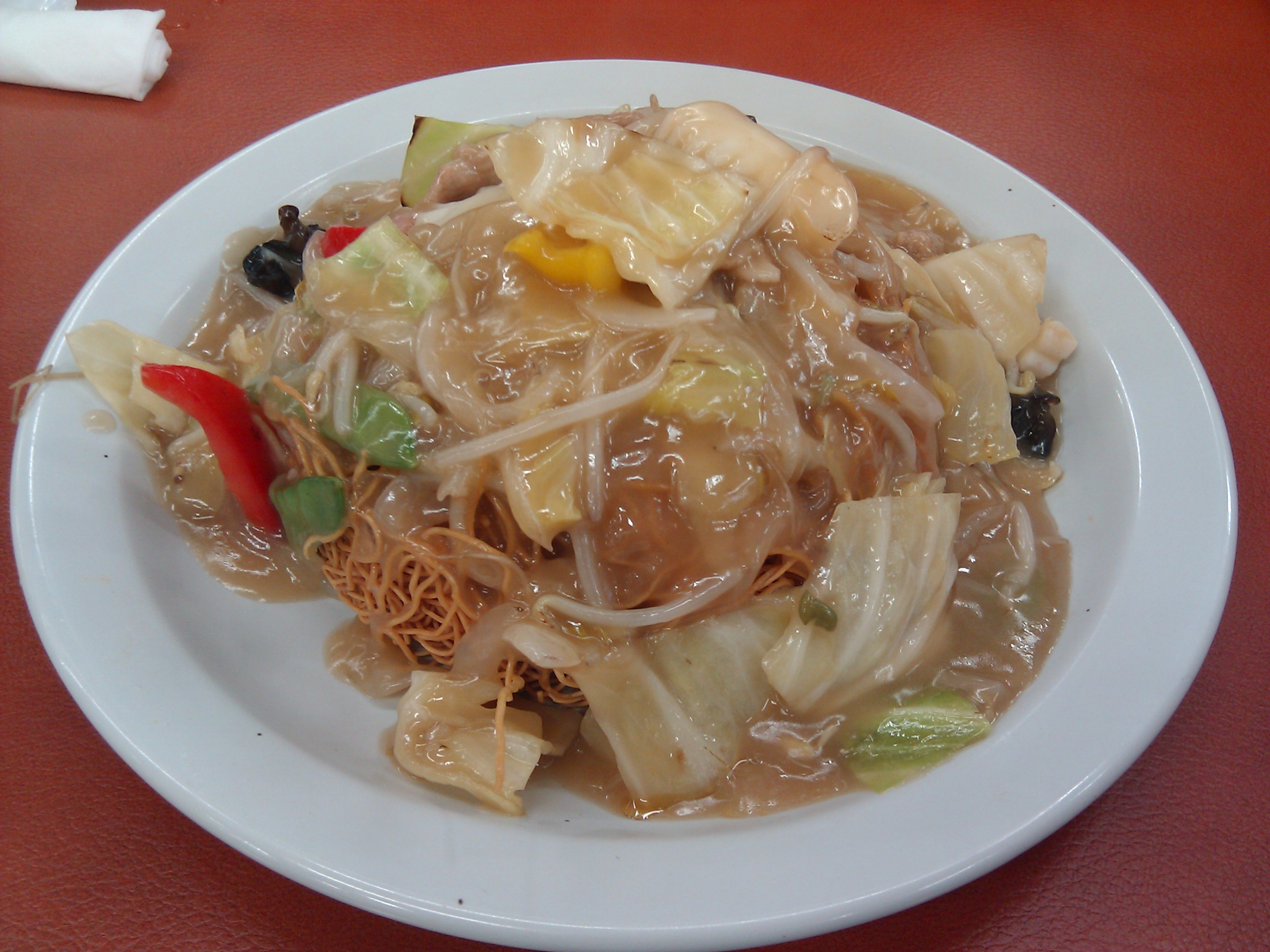
Gyoza no Ohsho.
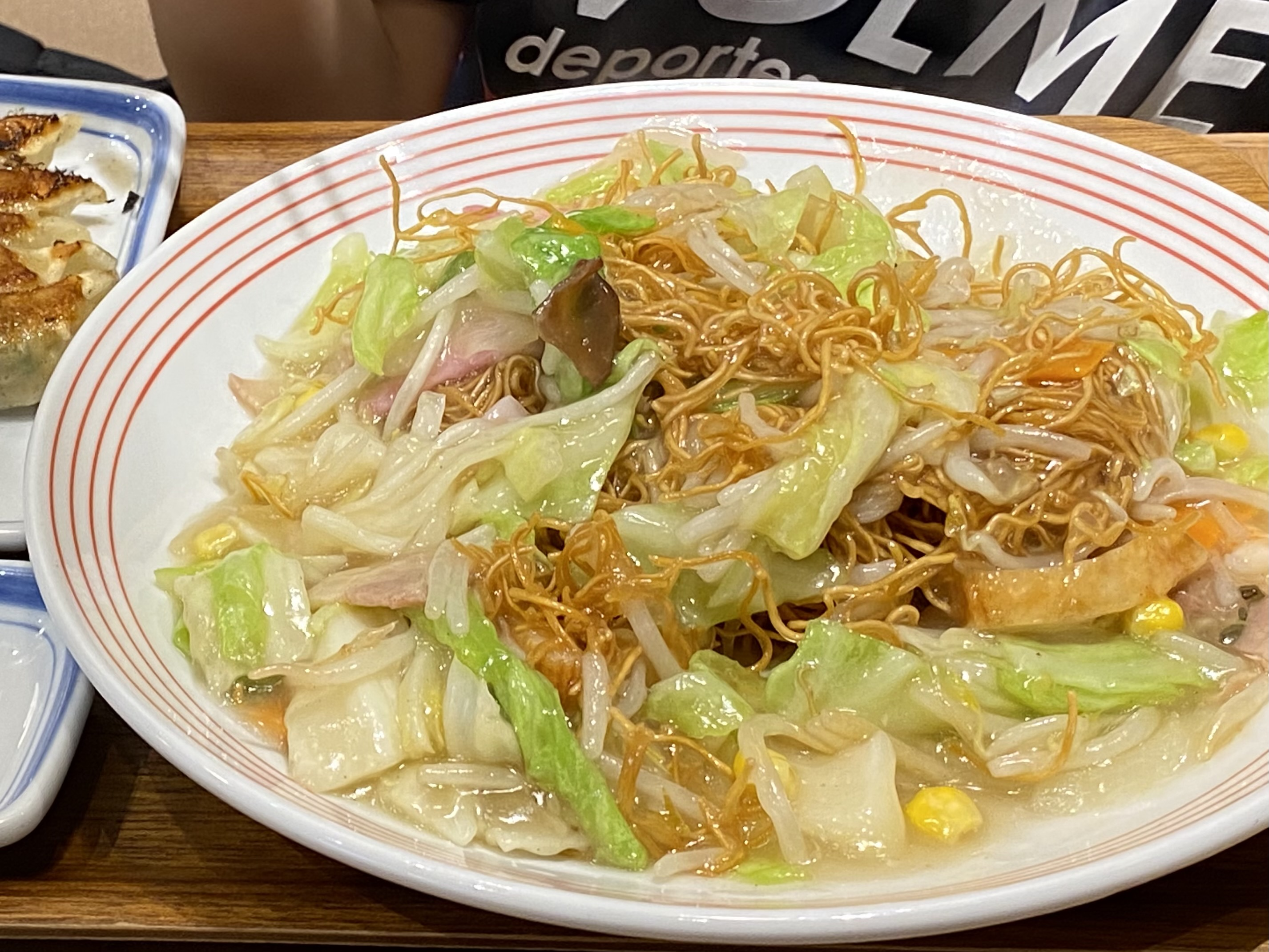
Ringer Hut.
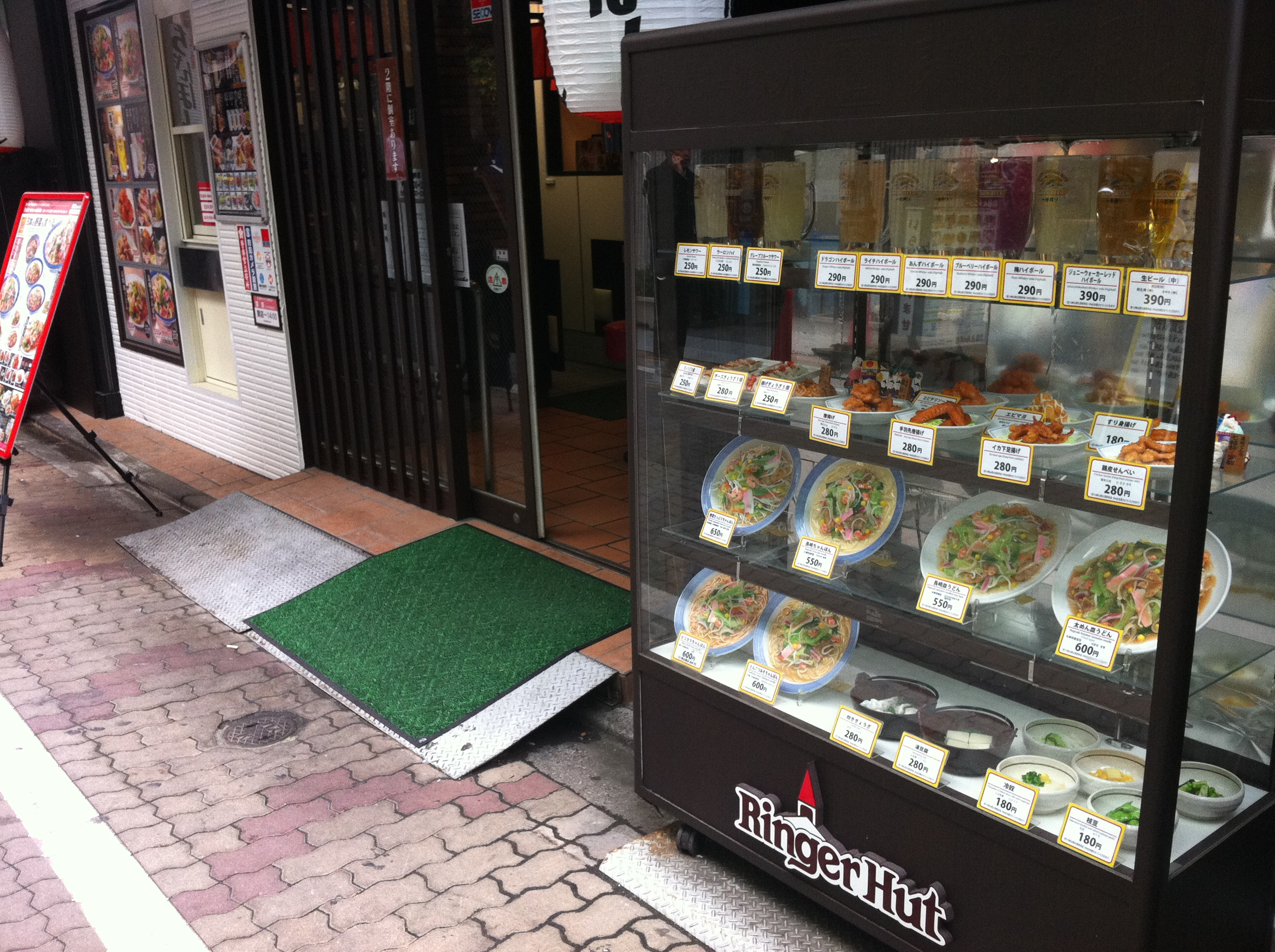